# المنوابة (ذي السفال)

تعديل مصدري - تعديل

المنوابة محلة تابعة لقرية العقيرة، التابعة لعزلة حبير بمديرية ذي السفال إحدى مديريات محافظة إب في الجمهورية اليمنية، بلغ تعداد سكانها 37 حسب تعداد اليمن لعام 2004.